# Max Boublil
Pour les articles homonymes, voir Boublil.
Max Boublil, né le 17 mai 1979, est un acteur, chanteur et humoriste français.

## Biographie

### Jeunesse et débuts
Maximilien Boublil est le fils d'un médecin généraliste, d'origine juive tunisienne, et d'une scénariste et écrivaine pour enfants, d'origine champenoise. Jeune, il veut se tourner vers la scène. Il commence une carrière de comédien en apparaissant dans des films (Les Gaous, Doo Wop, T.I.C.), téléfilms (Le Bon Fils) et séries télévisées françaises (Sous le soleil, Navarro, Quai n° 1, Hé M'sieur, Mystère), et des publicités (Crunch, Yoplait, Direct Assurance). Il vend aussi des vêtements, puis retrouve la scène en stand-up.
Il se fait connaître en 2007, avec son clip Ce soir... tu vas prendre, sur une chanson provocante et humoristique.

### Percée médiatique et seul-en-scène (2007-2012)
En septembre 2007, il fait des apparitions comiques dans l'émission Le Grand Journal sur Canal+, dans la séquence Dating. En octobre 2007, il se concentre sur son spectacle. 
Entre 2007 et 2009, Max Boublil joue à Paris son one-man-show, Max prend …. À partir de janvier 2008, il le joue en province sous le nom Max prend la route.

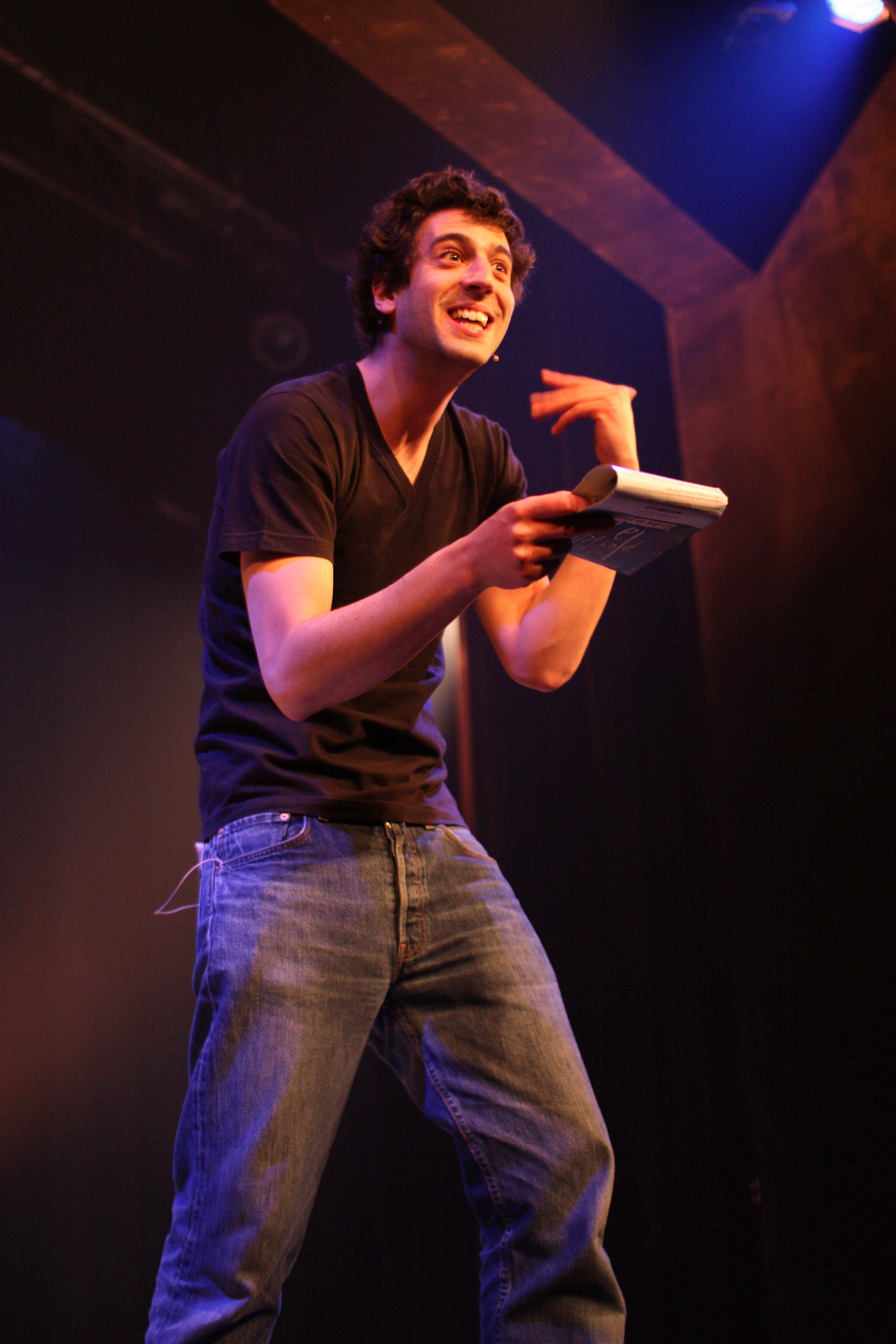
Max Boublil en 2009, dans le spectacle Max prend … à la Comédie de Paris.

En août 2009, il participe à l'émission One Man Sauvage. Rebecca Hampton lui a proposé un défi : jouer une partie de son spectacle dans un magasin, devant des clients qui ne s'y attendent pas.
Il joue Max les veut toutes, une production de F2H, le 30 mars 2009 sur Comédie ! et le 2 avril 2009 sur NRJ 12 : prétextant un rendez-vous professionnel, il rencontre des célébrités du PAF (Clara Morgane, Ariane Massenet, Valérie Damidot, Marjolaine…) et tente de les charmer, en caméra cachée.
En mai et juin 2010, il participe à l'émission de télé-réalité Dilemme diffusée sur W9, où il présente le Mag de Max.
Le phénomène Chatroulette lui inspire une nouvelle chanson, tout comme Susan Boyle.
En septembre 2010, il revient au Showcase de Paris, avec un nouveau spectacle musical (moitié sketch, moitié chanson), Le one man musical.
En octobre 2010, il interprète une chanson humoristique, intitulée Chanson raciste, traitant des préjugés sur les Noirs, les Arabes, les Juifs et les Chinois ; le rappeur Alibi Montana s'en prend à lui. Dans une vidéo sur internet, il l'insulte, le qualifie d'« humoriste en carton », se plaint de la différence de traitement entre les chanteurs de rap et les comiques, et affirme que si des rappeurs avaient parlé ainsi, ils auraient subi des procès ainsi qu'un lynchage médiatique. Max Boublil répond que le rappeur n'a vraisemblablement pas compris sa chanson, qu'elle est à prendre au second degré, et conclut qu'il se prend pour un « caïd américain » digne de « 50 Cent ». Ces attaques, destinées en réalité à créer un buzz médiatique, aboutissent à un duo entre eux, avec la chanson intitulée Max Boublil clash alibi Montana,.
Son premier album, intitulé L'album, est sorti le 14 février 2011.
Le 21 janvier 2012, il entame sa tournée En sketches et en chansons à Lyon, pour terminer à l'Olympia de Paris les 22 et 23 juin 2013,.

### Carrière au cinéma

Max Boublil aux NRJ Music Awards 15th Edition (2013).

En 2012, Max Boublil décroche plusieurs rôles : participation à La Vérité si je mens ! 3, réalisée par Thomas Gilou, et un petit rôle dans Rengaine, de Rachid Djaïdani.
En 2013, il fait partie de la distribution de la comédie chorale Des gens qui s'embrassent, de Danièle Thompson, et donne la réplique à Alain Chabat dans la comédie Les Gamins, d'Anthony Marciano. Le premier film est un échec, le second, à l'écriture duquel il collabore, est bien accueilli par les critiques.
En 2014, il tient le premier rôle masculin de Prêt à tout, de Nicolas Cuche, face à Aïssa Maïga et aux côtés d'une ancienne membre des Nuls, Chantal Lauby.
En 2015, il tient le rôle-titre de Robin des bois, la véritable histoire, de nouveau sous la direction d'Anthony Marciano, et participe au film de Rudi Rosenberg, Le Nouveau.
En 2018, il coécrit et joue avec son compère Frédéric Hazan pour la série Mike sur OCS.
Le 1er janvier 2020, la comédie Play sort en salles, il y joue le rôle principal.
Le 6 février 2020, il revient avec Max Boublil, nouveau spectacle à Paris. Après un mois à l'Européen, le spectacle est arrêté à cause du Covid.
Le 25 novembre 2021, il apparaît dans l'émission Les Grosses Têtes de Laurent Ruquier.

## Filmographie

### Acteur

#### Cinéma
- 2001 : Change-moi ma vie de Liria Bégéja : le colleur d'affiches
- 2004 : Les Gaous d’Igor Sekulic : Spirale
- 2004 : Les Amateurs de Martin Valente : le militant de la fac
- 2004 : T.i.c. - Trouble involontaire convulsif de Philippe Locquet : Max [15]
- 2005 : Avant qu'il ne soit trop tard de Laurent Dussaux : le rasta blanc
- 2005 : Doo Wop de  David Lanzmann : Boogie
- 2009 : La Folle Histoire d'amour de Simon Eskenazy de Jean-Jacques Zilbermann : David
- 2012 : La Vérité si je mens ! 3  de Thomas Gilou : Jonathan
- 2012 : Rengaine  de  Rachid Djaïdani : ami de Dorcy
- 2013 : Des gens qui s'embrassent de Danièle Thompson : Sam
- 2013 : Les Gamins d'Anthony Marciano : Thomas
- 2014 : Prêt à tout de  Nicolas Cuche : Max
- 2015 : Robin des bois, la véritable histoire d'Anthony Marciano : Robin
- 2015 : Le Nouveau de Rudi Rosenberg : l'oncle de Benoit
- 2018 : Comme des garçons de Julien Hallard : Paul Coutard
- 2018 : Ma reum de Frédéric Quiring : le père en jogging
- 2019 : Play d’Anthony Marciano : Max
- 2019 : Selfie, segment Le Troll de Marc Fitoussi : Toon
- 2020 : J'irai mourir dans les Carpates d'Antoine de Maximy[16] : le lieutenant Laurent Laugier
- 2020 : Adorables de Solange Cicurel : Jules
- 2023 : Double Foyer de Claire Vassé : Simon
- 2024 : Neuilly-Poissy de Grégory Boutboul : Daniel
- 2024 : Les Cadeaux de Raphaële Moussafir et Christophe Offenstein

#### Télévision
- 1999 : Les Hirondelles d'hiver d'André Chandelle
- 1999 : Police District — Saisons 1, 2, 3 : Vincent Rivière
- 2000 : Chacun chez soi : Yvan
- 2000 : Sous le soleil — 6 épisodes : Aldo
- 2000 : Un homme en colère (série TV) — Épisode 5 : Jipé
- 2000 : Le G.R.E.C. — Saison 1, épisode 7 : Billy
- 2000 : Navarro — Saison 12, épisode 3 : Frank
- 2001 : Le Bon Fils d'Irène Jouannet : Manuel
- 2002 : Sami, le pion de Patrice Martineau: Sylvain
- 2002 : Capitaine Lawrence de Gérard Marx : Marco
- 2002 : La Bataille d'Hernani de Jean-Daniel Verhaeghe
- 2004 : Quai numéro un — 1 épisode (Affaires de famille) : Stan
- 2006 : Hé M'sieur de Patrick Volson : Matéo Goupil
- 2006 : Mademoiselle Joubert de Claudio Tonetti : Floréal le Guasec
- 2007 : Mystère : Tom
- 2011 : Le Grand Restaurant II de Gérard Pullicino : le potache
- 2012 : Les Pieds dans le plat de Simon Astier : Benjamin Benhaim
- 2013 : Soda : vedette invitée
- 2014 : Scènes de ménages : le pédiatre de Chloé
- 2018 : Mike (série OCS) : Mike
- 2018 : Scènes de ménages : Ça s'enguirlande pour Noël !
- 2021 : Noël à tous les étages de Gilles Paquet-Brenner : Stéphane
- 2022 : Visions d'Akim Isker : Ben
- 2022  : 1H30 Max de Léo Grandperret : Max
- 2024 : L'Incroyable Embouteillage 2 : Vive les mariés ! de David Charhon : Hugo

### Doublage
- 2011 : Happy Feet 2 : Sven Puissant[17] (film d'animation)
- 2020-2023 : Scissor Seven : Sept (série d'animation)

### Scénariste
- 2013 : Les Gamins d'Anthony Marciano
- 2015 : Robin des bois, la véritable histoire d'Anthony Marciano
- 2018 : Mike de Frédéric Hazan (série télévisée)
- 2020 : Play d'Anthony Marciano

## Émissions de télévision
- 2007 : Le Grand Journal sur Canal+ : chroniqueur
- 2009 : Max les veut toutes, émission parodique sur Comédie ! et NRJ 12
- 2009 : One man sauvage sur France 4 : animateur
- 2010 : Dilemme sur W9, téléréalité présentée par Faustine Bollaert : chroniqueur
- 2024 : Le Maître du Jeu sur TF1 : candidat

## Discographie

### Singles
- Mai 2007 : Ce soir, tu vas prendre
- Décembre 2008 : Une larme qui coule
- Mai 2010 : Montrez les nous
- Juin 2010 : Susan Boyle
- Juillet 2010 : Chatroulette (feat. Sophie Favier et Kevin Razy)
- Août 2010 : L'Inconnue du boulevard Bessières
- Septembre 2010 : Depuis que tu n'es plus là
- Octobre 2010 : Chanson raciste
- Novembre 2010 : Clash gentil (feat. Alibi Montana)
- Décembre 2010 : Joyeux Noël
- Janvier 2011 : J'aime les moches (feat. Fanny Valette)
- Février 2011 : Mon coloc' (feat. Alban Lenoir)
- Avril 2011 : J'kiffe ton tugudu (BO du film Titeuf, le film)
- Juin 2011 : Tous des mythos (BO du film Les Mythos)
- Septembre 2011 : Moyen Moyenne (feat. Luce)
- Octobre 2011 : Bois !
- Novembre 2011 : En couple
- Décembre 2011 : Boom Boom Boom
- Janvier 2012 : Exhibitiodance
- Février 2012 : T'es bonne…
- Mars 2012 : J'entends rien !
- Avril 2012 : Prête-moi ta meuf
- Juin 2012 : Put Your Sex in the Air (feat. Kevin Razy)
- Juin 2012 : Addict
- Octobre 2014 : FREDDY (C'est trop gros)
- Novembre 2014 : En boîte
- Décembre 2014 : Pâte à crêpe

### Albums
- 14 février 2011 : L'Album
- 11 juin 2012 : Le 2e Album

## Spectacles

### Max prend…(2007-2009)
- Max Boublil un film by BMZ8 : mai à juillet 2007
- Max Boublil prend la Grande Comédie : octobre 2007
- Max Boublil prend la Cigale : décembre 2007 et octobre 2008
- Max Boublil prend le Bataclan :  mars 2008
- Max Boublil prend le Festival d'Avignon : du 10 juillet 2008 au 2 août 2008
- Max Boublil prend la Comédie de Paris : du 7 avril 2009 au 27 juin 2009
- Max Boublil prend la route : en 2008 et 2009
- Max Boublil aime Ryan Richard : en 2008 et 2009

### Le one man musical(2010-2011)
- Max Boublil au Showcase de  Paris : du 24 septembre au 9 octobre 2010
- Max Boublil au Théâtre 140 de Bruxelles : le 7 mai 2011
- Max Boublil à L'Européen : du 5 octobre au 31 décembre 2011

### Nouveau spectacle(2020)
- du 6 février au 28 mars 2020 à L'Européen.

## Théâtre
- 2022 : Une situation délicate d'Alan Ayckbourn, mise en scène Ladislas Chollat, Théâtre des Nouveautés